# Seguro Social de Salud del Perú
El Seguro Social de Salud, conocido con el acrónimo de EsSalud (hasta 1999 como Instituto Peruano de Seguridad Social - IPSS), es la institución pública del Perú de seguridad social en salud, comprometida con la atención integral de las necesidades de la población asegurada y sus derechohabientes, que brinda servicios de prevención, promoción, recuperación, rehabilitación, prestaciones económicas y prestaciones sociales en salud.
Tiene como misión ser una institución de seguridad social en salud que brinda una atención integral con calidad y con algo de eficiencia para mejorar el bienestar de 11 de millones de asegurados peruanos.
Cuenta con un total de 400 establecimientos entre hospitales generales, policlínicos y establecimientos especializados de salud, ubicados estratégicamente a lo largo y ancho del Perú, a fin de intentar satisfacer la gran demanda de salud existente entre la población asegurada y no asegurada. Así como Centros del Adulto Mayor (CAM) y Centros Especializados de Rehabilitación Profesional (CERP).
El Seguro Social de Salud del Perú es parte de la membresía de la Conferencia Interamericana de Seguridad Social, organismo internacional técnico y especializado, que tiene el objetivo de fomentar el desarrollo de la protección y seguridad social en América. 

## Historia

### El Seguro Social en Perú
El 12 de agosto de 1936, se promulga la Ley N.º 8433 que crea el Seguro Social Obrero Obligatorio y la Caja Nacional del Seguro Social, marcando prácticamente el inicio de la Seguridad Social en el Perú.

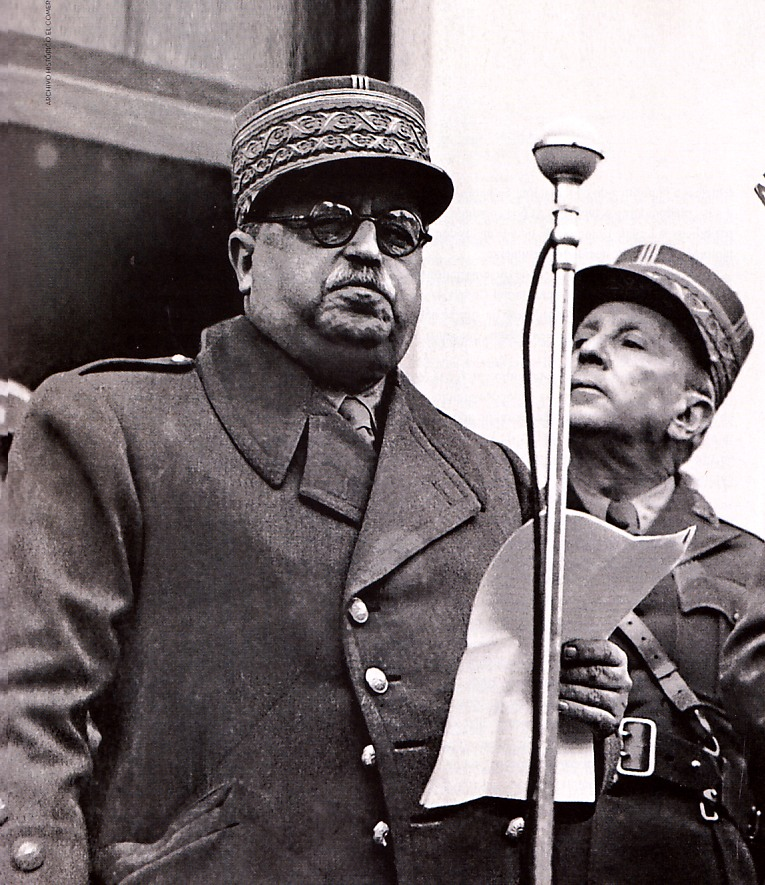
Óscar R. Benavides, fundador del Seguro Social Obligatorio al aprobar la Ley N.º 8433.

Se iniciaron las prestaciones de servicios de salud en el Hospital Mixto de Lima, el cual pasó a llamarse Hospital Obrero, y que actualmente se llama Hospital Guillermo Almenara Irigoyen, en honor al médico y exministro de salud, Guillermo Almenara Irigoyen.
En 1948, el régimen de Manuel A. Odría crea la Caja Nacional del Seguro Social del Empleado e inicia la construcción del Hospital Central de Lima N°1 (también denominado Hospital del Empleado). Luego, en 1958, el gobierno de Manuel Prado Ugarteche termina de construir el Hospital Central del Empleado, hoy llamado como Hospital Edgardo Rebagliati Martins en honor al también ministro de salud Edgardo Rebagliati Martins.
El gobierno militar (1968-1980) unificó el Seguro Social Obrero y el Seguro Social del Empleado. En 1973, se creó el Seguro Social del Perú, dependiente del Ministerio de Trabajo.

### Instituto Peruano de Seguridad Social
En julio de 1980, se crea el Instituto Peruano de Seguridad Social, inicialmente proyectado como institución autónoma del Ministerio de Trabajo, y luego fundado y reglamentado como ente autónomo (debido a lo que indicaba la constitución) que respondía a la Presidencia del Consejo de Ministros. El IPSS contaba con fondos propios distintos a los del Estado, que fueron aportados por los asegurados, empleadores y el propio Estado; esto fue ratificado en 1987 con la Ley N.° 24786, y declarados intangibles al aprobarse la Constitución Política de 1993. Finalmente, en esta etapa se dio la integración funcional entre el IPSS y el Ministerio de Salud para brindar prestaciones de salud, permitiendo que las personas se pudieran atender en ambas instituciones firmando un pagaré.
En 1992, con la creación de la Oficina de Normalización Previsional, la aparición de las primeras AFP y la Ley de Modernización de la Seguridad Social en Salud; hizo que a fines de los noventa el Instituto Peruano de Seguridad Social solo tuviera competencia en materia de prestaciones de salud, económicas y sociales.
El Instituto de Medicina Tradicional, es creado en 1992 y con sede en Iquitos, como un organismo de investigación adscrito al IPSS, y actualmente a EsSalud.
Asimismo, el Instituto de Evaluación de Tecnologías en Salud e Investigación es el organismo encargado del desarrollo y gestión de la evidencia científica, para informar la toma de decisiones en salud en el Seguro Social de Salud.
El presidente Alberto Fujimori anunció en 1996 la reducción del número de asegurados del Instituto Peruano de Seguridad Social, debido a la formación de entidades prestadoras de salud como parte de la estrategia neoliberal. Además que existía intentos de privatización del IPSS, que fueron rechazados por Luis Castañeda, entonces presidente de la institución. 

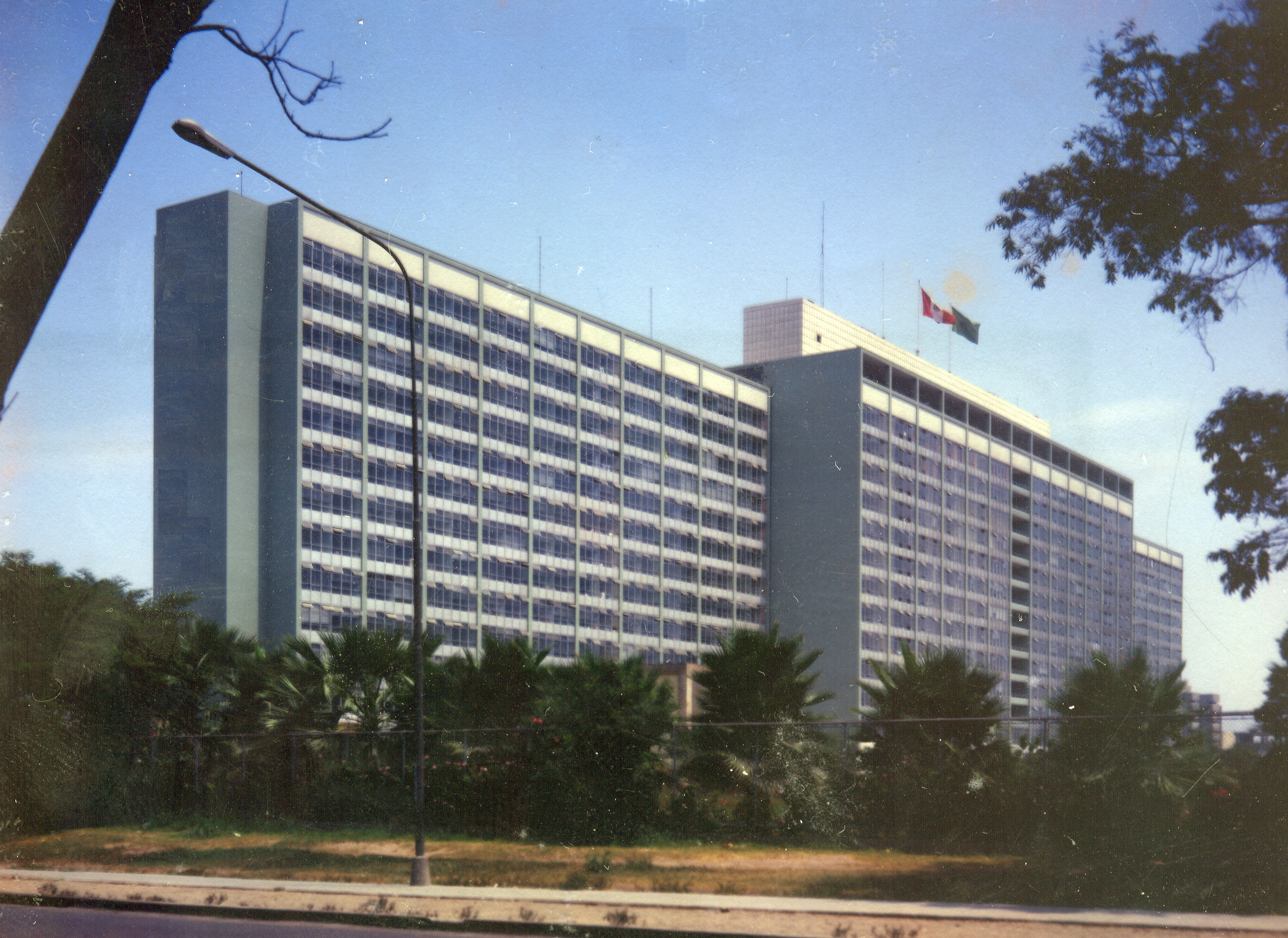
Hospital Nacional Edgardo Rebagliati Martins de Lima, considerado patrimonio arquitectónico de la seguridad Social en Perú

### EsSalud
En enero de 1999, durante el gobierno de Alberto Fujimori, se creó el Seguro Social de Salud (EsSalud), como encargado de las prestaciones de salud a los asegurados, desactivando al IPSS y volviendo a depender hasta ahora del Ministerio de Trabajo y Promoción Social, aunque con rectoría de atención por parte del Ministerio de Salud y supervisión por parte de la SEPS (actual SUSALUD). Su creación generó controversia, siendo criticada por el entonces congresista Javier Diez Canseco, quien cuestionó la limitada autonomía de la nueva entidad. En la actualidad, sus presidentes ejecutivos son nombrados por confianza y designados mediante decreto supremo por el Ministerio de Trabajo.
A inicios de los 2000, se rompe todo vínculo con las actividades provisionales y finaliza la desintegración funcional en materia de prestaciones de salud junto con el Ministerio de Salud. Y posteriormente se traspasó la gestión de recaudo a la Superintendencia Nacional de Aduanas y Administración Tributaria según la ley.

## Base legal
El Seguro Social de Salud del Perú se rige según la siguiente base legal:
- Ley N.º 8433 (Ley del Seguro Social Obligatorio)
- Ley N.° 24786 (Ley del IPSS)
- Ley N.° 26790 (Ley de Modernización de la Seguridad Social en Salud)
- Ley N.° 27056 (Ley del Seguro Social de Salud)
- Ley N° 26842  (Ley General de Salud)
- Ley N.° 29626 (Ley de presupuesto del Sector Público para el año fiscal 2011, que incorpora a EsSalud al ámbito del FONAFE)
- Artículo 12 de la Constitución Política de 1993 (Los fondos y las reservas de la seguridad social son intangibles).

## Situación Actual

### Empresa estatal
Desde los años 1990, el Instituto Peruano de Seguridad Social logró fundar dos empresas con el fin de mejorar y complementar sus servicios, las empresas en cuestión fueron: Servicios Integrados de Limpieza (dedicado a la limpieza y desinfección de las instalaciones administrativas y de atención del Seguro Social, además de otras empresas públicas o privadas) y la Empresa de Seguridad, Vigilancia y Control (empresa dedicada a ejercer el servicio de seguridad privada en todos los rincones de las instalaciones del Seguro Social, además de otras empresas), ambas Sociedades Anónimas. Tras crearse el FONAFE y la creación de EsSalud en 1999, las empresas pasaron a formar parte del Fondo Nacional de Financiamiento de la Actividad Empresarial del Estado (FONAFE).
En 2011, durante el gobierno de Alan García, fue adscrito al Fondo Nacional de Financiamiento de la Actividad Empresarial del Estado con el objetivo de que se administren adecuadamente los recursos financieros, aunque la disposición tuvo críticas por parte del sindicato y de la población.

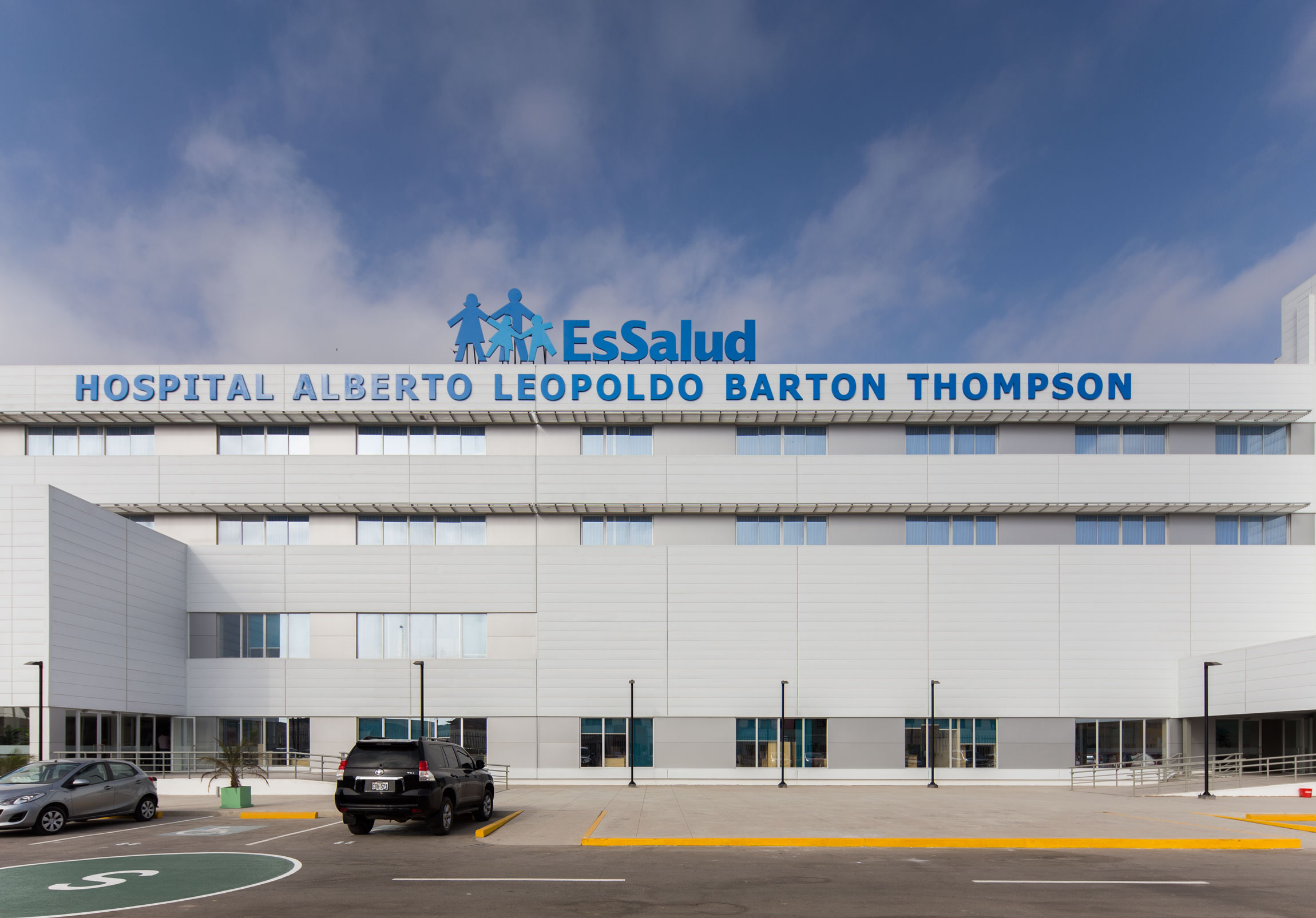
Hospital Alberto Barton del Callao, uno de los primeros hospitales peruanos en la modalidad de Asociación Público Privadas (APP)

### Alianzas Público-Privadas
Durante los últimos años EsSalud, mediante el desarrollo de la Asociación Público Privada, intentó mejorar su infraestructura y servicios. Con el fin de incorporar experiencia, equipo, abastecimiento y tecnología para proveer servicios públicos de calidad a los asegurados. Logrando incorporar en los proyectos públicos, las eficiencias del sector privado, sin afectar al personal y las arcas públicas que poseen. En pocas palabras, una corporación privada logra operar una institución sanitaria pública sin necesidad de privatizarla con el fin que se mejore la calidad y capacidad de atención.
Las APP firmadas por EsSalud comprenden al 2022:
- Hospital Alberto Barton Thompson
- Hospital Guillermo de la Fuente
- Almacén Central de Medicamentos del Seguro Social de Salud (SALOG)
- APP para la mejora de la Torre Trecca.

Asimismo EsSalud firma convenios con diversas instituciones y policlínicos municipales y/o privados con el fin de acercar sus servicios a la población a través de las UBAP o CAP, haciendo uso de su infraestructura, y también del personal médico, administrativo y de vigilancia.

## Redes asistenciales
El Seguro Social de Salud del Perú, cuenta con diversas áreas y niveles de atención poblacional con el fin de ubicar y mejorar sus servicios. Durante el mandato de Luis Castañeda Lossio en el IPSS, en 1992, se aprobó la creación de los Niveles de atención de cada Hospital General de referencia del IPSS, para que cuatro años más tarde se creen las Gerencias Departamentales de tipo A, B, C que antecedieron a las redes asistenciales. En el año 2003, el consejo directivo con apoyo del personal médico y administrativo acordó crear las Redes Asistenciales que están repartidos a nivel Nacional.

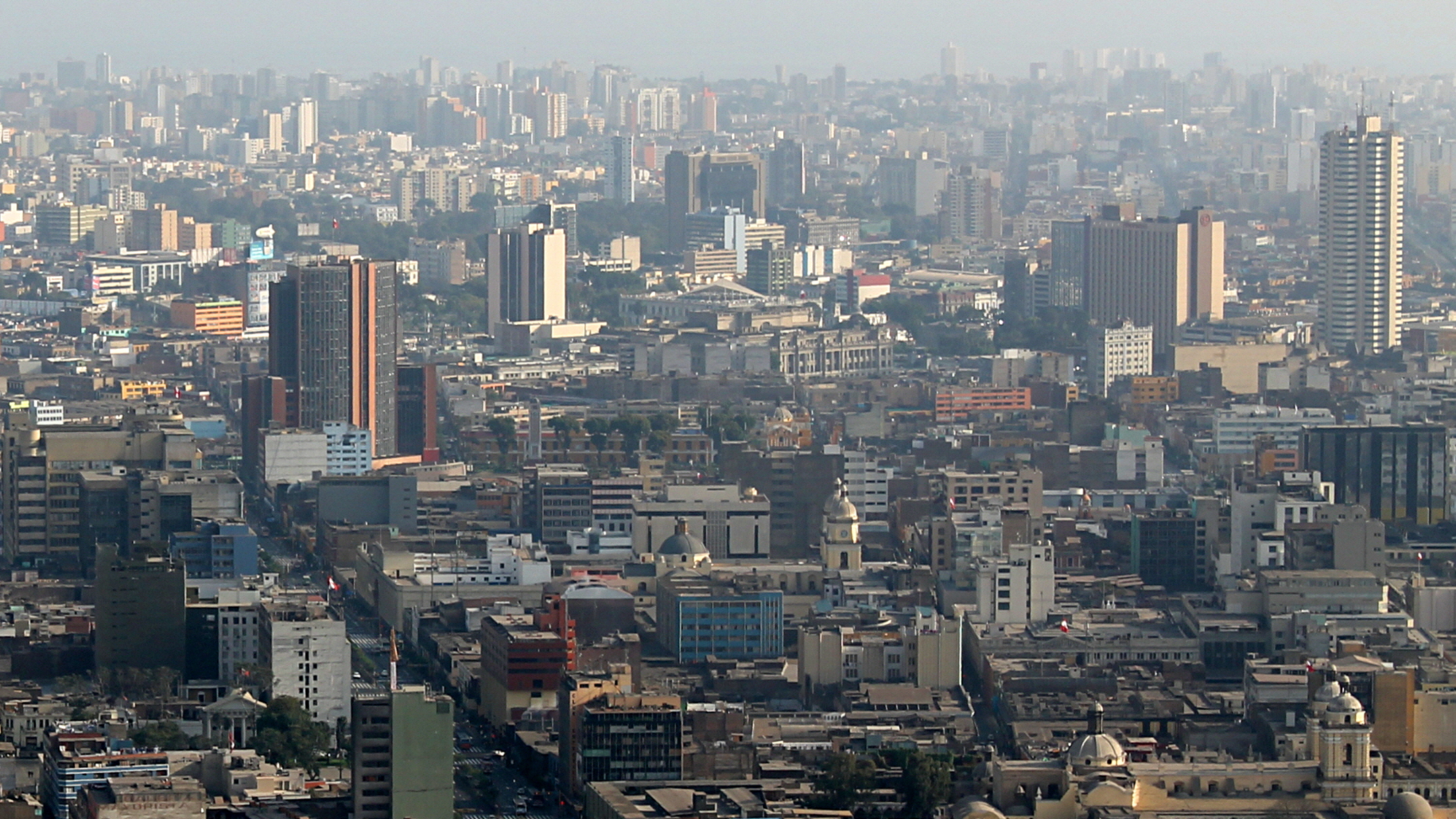
Lima, ciudad donde se encuentra la sede central de EsSalud y dos de sus principales hospitales de alta complejidad.

Las Redes Asistenciales con las que cuenta EsSalud son:
- Red Asistencial Rebagliati (Atención para Lima y referidos de los departamentos del sur o a nivel nacional)
- Red Asistencial Almenara (Atención para Lima y referidos de los departamentos del norte, centro, oriente o a nivel nacional)
- Red Asistencial Sabogal (Atención para Lima, Callao y referidos a nivel nacional)
- Red Asistencial Amazonas
- Red Asistencial Áncash
- Red Asistencial Apurímac
- Red Asistencial Arequipa
- Red Asistencial Ayacucho
- Red Asistencial Cajamarca
- Red Asistencial Cusco
- Red Asistencial Huancavelica
- Red Asistencial Huánuco
- Red Asistencial Huaraz
- Red Asistencial Ica
- Red Asistencial Juliaca
- Red Asistencial Junín
- Red Asistencial La Libertad
- Red Asistencial Lambayeque
- Red Asistencial Loreto
- Red Asistencial Quillabamba
- Red Asistencial Madre de Dios
- Red Asistencial Moquegua
- Red Asistencial Moyobamba
- Red Asistencial Pasco
- Red Asistencial Piura
- Red Asistencial Puno
- Red Asistencial Tacna
- Red Asistencial Tarapoto
- Red Asistencial Tumbes
- Red Asistencial Ucayali

(*) Las Redes Asistenciales de Lima - Callao, Arequipa, Junín, Cusco y Lambayeque cuentan con centros referenciales de alta complejidad denominados Hospitales Nacionales (respectivamente Almenara, Rebagliati, Sabogal, Carlos Seguín E., Ramiro Prialé P., Adolfo Guevara V. y Almanzor Aguinaga A.).

## Planes de seguro
EsSalud cuenta con diferentes tipos de cobertura y subsidio, actualmente estos son:
- Seguro Regular EsSalud (+SEGURO)
- Seguro Potestativo de EsSalud (+SALUD)
- Seguro Complementario de Trabajo de Riesgo de EsSalud (+PROTECCIÓN)
- Seguro Contra Accidentes de EsSalud (+VIDA)
- Seguro de Salud Agrario
- Seguro de Salud Pesquero
- Cobertura Especial por Desempleo
- Subsidio para el trabajador por Incapacidad Temporal
- Subsidio por maternidad y lactancia

Antiguamente también se contó con el plan EsSalud Universitario y la tarjeta IPSS Card.

## Dirección
- Representantes del Estado
  - Representante del Estado, Presidente del Consejo Directivo y Presidente Ejecutivo:  Segundo Cecilio Acho Mego
  - Representante del Estado: Ciro Abel Mestas Valero
  - Representante del Estado: Petitt Yolanda Meza Ostos
- Representantes de los Empleadores
  - Representante de la gran empresa: Angel Néstor Acevedo Villalba
  - Representante de la mediana empresa: María Soledad Guiulfo Suárez-Durand
  - Representante del sector de la pequeña y microempresa: César Enrique Chanamé Zapata
- Representantes de los Asegurados
  - Representante de los trabajadores del régimen laboral de la actividad pública: Rolando Alfonso Torres Prieto
  - Representante de los trabajadores del régimen laboral de la actividad privada: Vicente Castro Yacila
  - Representante de los pensionistas: Oscar Alarcón Delgado
- Funcionarios
  - Gerente General: Catalina Francisca Onuma Cairampoma
  - Secretaría General: Catalina Francisca Onuma Cairampoma
  - Jefe de órgano de Control Interno: Merici De Los Ángeles Huertas Navarro
  - Gerente Central de Operaciones: Jorge Luis Pérez Flores
  - Gerente Central de Gestión de las Personas: Nilza Borda Luna
  - Gerente Central de Asesoría Jurídica: Simón Alejandro Verástegui Gastelu
  - Gerente Central de Logística: Haydee Elizabeth Gutiérrez Paredes
  - Gerente Central de Planeamiento y Presupuesto: William Jesús Cuba Arana
  - Gerente Central de Gestión Financiera: Publio Román Maldonado
  - Gerente Central de Promoción de Contratos de Inversiones: Eloy Duran Cervantes
  - Gerente Central de Proyectos de Inversión: Eloy Duran Cervantes
  - Gerente Central de la Persona Adulta Mayor y Persona con Discapacidad: Tania Rosalia Rodas Malca
  - Gerente Central de Tecnologías de Información y Comunicaciones: Pedro Antonio Vásquez Campos
  - Gerente Central de Prestaciones de Salud: Jorge Santiago Serida Morisaki
  - Gerente Central de Seguros y Prestaciones Económicas: Hernán Francisco Ramos Romero
  - Gerente Central de Atención al Asegurado: Carlos Eduardo Lozada Contreras
  - Gerente Central De Abastecimiento de Bienes Estratégicos: Marcos León Vásquez
  - Jefe de la Oficina de Relaciones Institucionales: Floiro Valerio Tarazona Ramírez

## Presidentes
Del Seguro Social del Perú:
- Gustavo Roberto Aranibar Huambo (1976-1980)

Del Instituto Peruano de Seguridad Social (IPSS):
- Octavio Mongrut Muñoz (1980-1983)
- Frank Griffiths Escardó (1983-1985)
- José Barsallo Burga (1985-1987)
- Felipe Santiago Salaverry Rodríguez (1987-1990)
- Luis Castañeda Lossio (1990-1996)
- Diego Alejandro Arrieta Elguera (1996-1997)
- Virginia Baffigo Torre de Pinillos (1997-1998)
- Manuel Vásquez Perales (1998-2000)

Del Seguro Social de Salud (EsSalud):
- Ignacio Basombrío Zender (2000-2002)
- César Gutiérrez Peña (2002-2003)
- José Luis Alfredo Chirinos Chirinos (2003-2006)
- Fernando Barrio Ipenza (2006-2010)
- Félix Ortega Álvarez (2010-2011)
- Álvaro Vidal Rivadeneyra (2011-2012)
- Virginia Baffigo Torre de Pinillos (2012-2016)
- Gabriel del Castillo Mory (2016-2018)
- Fiorella Molinelli (2018-2021)
- Mario Carhuapoma (2021-2022)
- Gino Dávila (2022)
- Alegre Fonseca (2022)
- Arturo Orellana (a.i) (2022)
- Arturo Orellana (2023)
- Rosa Gutiérrez (2023)
- César Linares (2023)
- María Elena Aguilar del Águila (2023-2025)
- Constantino Severo Vila Córdova (2025)
- Segundo Cecilio Acho Mego (2025-)